# انریکو ماسن
انریکو ماسن (آلمانی: Enrico Maaßen؛ زادهٔ ۱۰ مارس ۱۹۸۴) بازیکن سابق و مربی فوتبال اهل آلمان است.